# Hurley Haywood

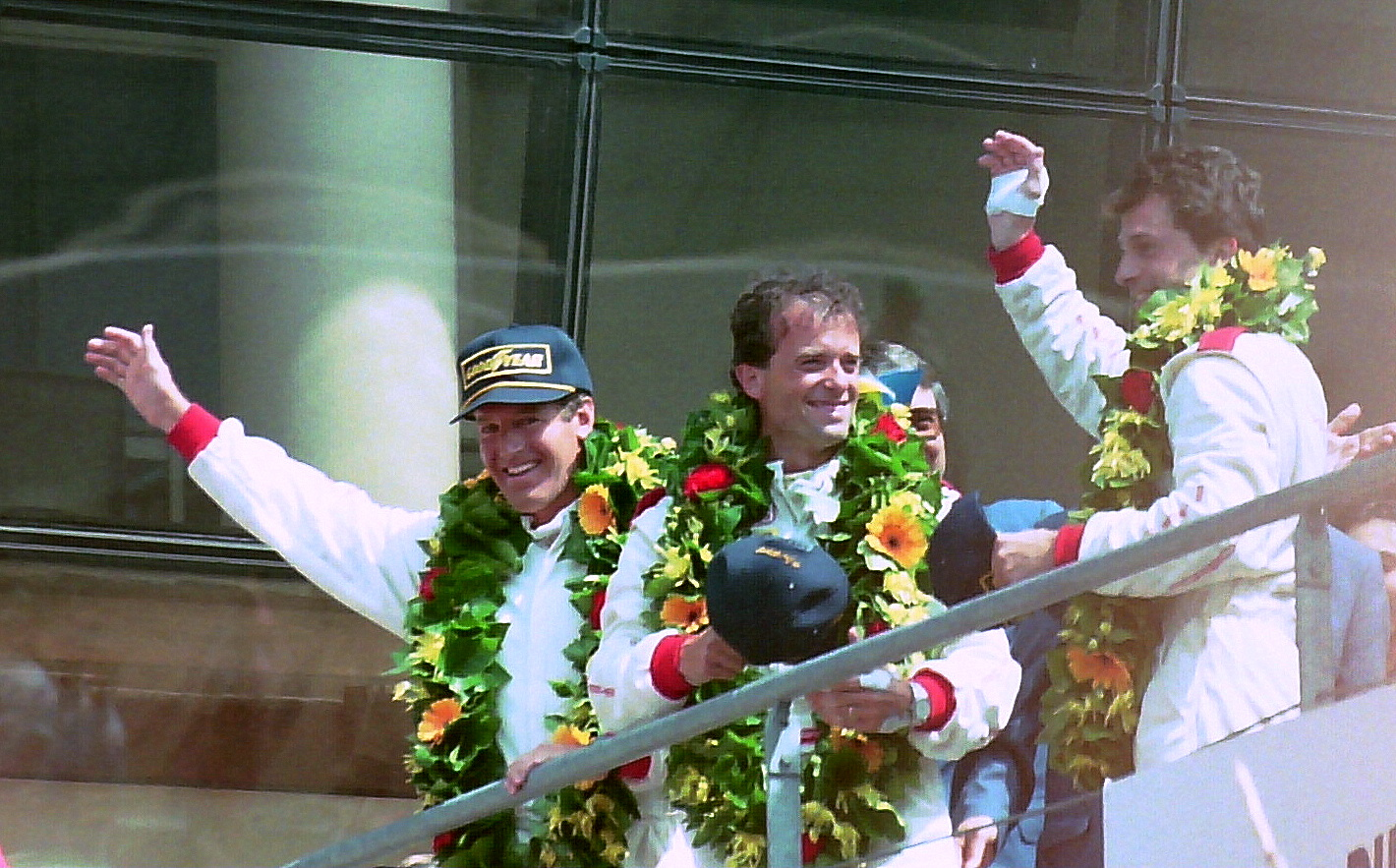
Hurley Haywood (links), mit den Teamkollegen Mauro Baldi (Mitte) und Yannick Dalmas nach dem Sieg beim 24-Stunden-Rennen von Le Mans 1994

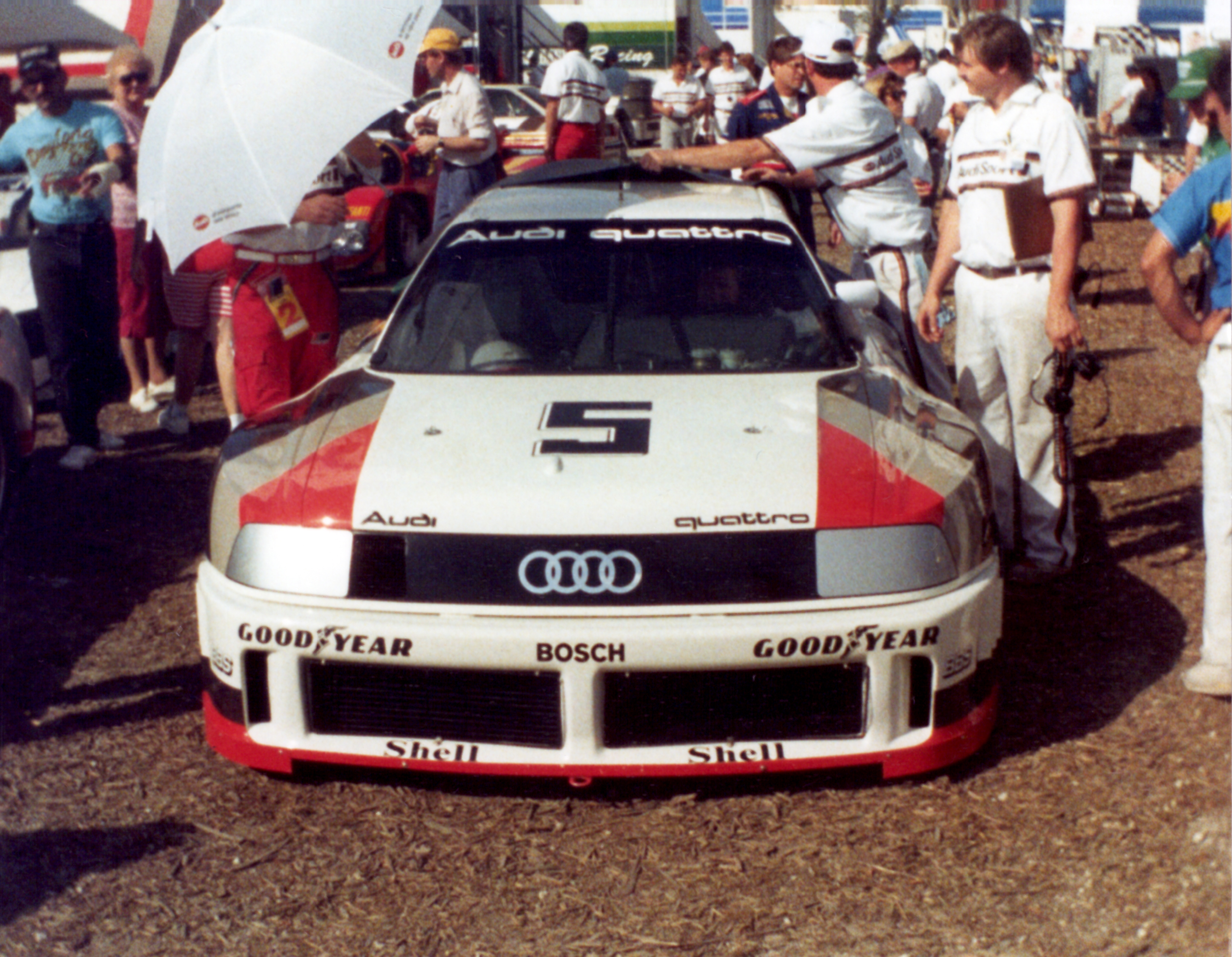
Der Audi 90 IMSA GTO von Hurley Haywood, gefahren in der IMSA-GTP-Meisterschaft 1989

Hurley Harris Haywood (* 4. Mai 1948 in Chicago, Illinois) ist ein ehemaliger US-amerikanischer Automobilrennfahrer und dreifacher Sieger des 24-Stunden-Rennens von Le Mans.

## Karriere
Hurley Haywood ist einer der erfolgreichsten Sportwagenpiloten der Motorsportgeschichte. Die Erfolgsliste des US-Amerikaners ist fast endlos. Neben seinen drei Le-Mans-Siegen triumphierte er fünfmal beim 24-Stunden-Rennen von Daytona und ist damit Rekordsieger bei diesem Rennen. Seinen ersten Sieg in Daytona feierte er 1973 gemeinsam mit Peter Gregg im Porsche 911. Mit Gregg verband ihn nicht nur eine lebenslange Freundschaft und Rennpartnerschaft. Haywood war auch an der Kette von Automobilhandelsunternehmen beteiligt, die Gregg in Florida aufgebaut hatte. Auch 1975, 1977, 1979 und 1991 siegte er in Daytona. 1973 und 1981 gewann er außerdem die Gesamtwertung des 12-Stunden-Rennens von Sebring. Zweimal gewann er die IMSA-GT-Meisterschaft und einmal die Trans-Am-Sportwagenmeisterschaft.
Haywood gehört zu den erfolgreichsten Le-Mans-Startern. Dreimal gewann er die Gesamtwertung, seinen ersten Sieg feierte er gleich 1977, als er einen Werks-Porsche 936/77 als Partner von Jacky Ickx und Jürgen Barth zum Sieg steuerte. Es folgten Erfolge 1983 und 1994. 1980 war er auch beim 500-Meilen-Rennen von Indianapolis am Start und beendete das Rennen als Achtzehnter.
1970 wurde er von der US-Armee eingezogen und diente ein Jahr im Vietnamkrieg. Nach dem Tod von Peter Gregg 1980 übernahm er die Leitung des Automobilunternehmens und führt seitdem die Geschäfte. Daneben ist er Chefinstrukteur der Porsche-Sport-Driving-School im Barber Motorsports Park in Birmingham. Bis 2012 war er jedes Jahr beim 24-Stunden-Rennen von Daytona am Start.
Seine Schwester Hope war mit dem Rennfahrer, Rennstallbesitzer und verurteilten Drogenhändler John Paul senior verheiratet.

## Statistik

### Le-Mans-Ergebnisse
| Jahr | Team                           | Fahrzeug           | Teamkollege            | Teamkollege      | Platzierung     | Ausfallgrund     |
| ---- | ------------------------------ | ------------------ | ---------------------- | ---------------- | --------------- | ---------------- |
| 1977 | Martini Racing Porsche System  | Porsche 936/77     | Jacky Ickx             | Jürgen Barth     | Gesamtsieg      |                  |
| 1978 | Martini Racing Porsche System  | Porsche 936/77     | Peter Gregg            | Reinhold Joest   | Rang 3          |                  |
| 1979 | Essex Motorsport Porsche       | Porsche 936        | Bob Wollek             |                  | Ausfall         | Motorschaden     |
| 1980 | Whittington Brothers Racing    | Porsche 935K3      | Don Whittington        | Dale Whittington | Ausfall         | Kraftübertragung |
| 1981 | Porsche System                 | Porsche 936        | Jochen Mass            | Vern Schuppan    | Rang 12         |                  |
| 1982 | Rothmans Porsche System        | Porsche 956        | Al Holbert             | Jürgen Barth     | Rang 3          |                  |
| 1983 | Rothmans Porsche System        | Porsche 956        | Al Holbert             | Vern Schuppan    | Gesamtsieg      |                  |
| 1985 | Jaguar Group 44                | Jaguar XJR-5       | Brian Redman           | Jim Adams        | Ausfall         | Kupplungsschaden |
| 1986 | Silk Cut Jaguar                | Jaguar XJR-6       | Gianfranco Brancatelli | Win Percy        | Ausfall         | Kupplungsschaden |
| 1987 | Joest Racing                   | Porsche 962C       | Frank Jelinski         | Stanley Dickens  | Ausfall         | Motorschaden     |
| 1990 | Team Schuppan                  | Porsche 962C       | Wayne Taylor           | Rickard Rydell   | Rang 12         |                  |
| 1991 | Salamin Primagaz Team Schuppan | Porsche 962C       | Wayne Taylor           | James Weaver     | nicht klassiert |                  |
| 1993 | Le Mans Porsche Team           | Porsche 911S LM GT | Hans-Joachim Stuck     | Walter Röhrl     | Ausfall         | Motorschaden     |
| 1994 | Joest Racing                   | Dauer 962LM GT     | Yannick Dalmas         | Mauro Baldi      | Gesamtsieg      |                  |

### Sebring-Ergebnisse
| Jahr | Team                          | Fahrzeug                     | Teamkollege     | Teamkollege        | Teamkollege | Platzierung            | Ausfallgrund    |
| ---- | ----------------------------- | ---------------------------- | --------------- | ------------------ | ----------- | ---------------------- | --------------- |
| 1971 | Brumos Porsche Audi Corp.     | Porsche 914/6                | Peter Gregg     |                    |             | Rang 14                |                 |
| 1972 | Brumos Porsche Audi Corp.     | Porsche 911S                 | Peter Gregg     |                    |             | Rang 5 und Klassensieg |                 |
| 1973 | Dr. Dave Helmick              | Porsche Carrera RSR          | Peter Gregg     | Dave Helmick       |             | Gesamtsieg             |                 |
| 1975 | Brumos Porsche-Audi           | Porsche Carrera RSR          | Peter Gregg     |                    |             | Ausfall                | Aufhängung      |
| 1976 | BMW Motorsport North America  | BMW 3.0 CSL                  | Peter Gregg     |                    |             | Rang 7                 |                 |
| 1977 | Vasek Polak Interscope Racing | Porsche 934/5                | Danny Ongais    | Ted Field          |             | Rang 5                 |                 |
| 1978 | Bob Hagestad                  | Porsche 935                  | Bob Hagestad    |                    |             | Rang 2                 |                 |
| 1979 | Thunderbird Swap-Shop         | Porsche 935/77A              | Peter Gregg     | Preston Henn       |             | Ausfall                | Motorschaden    |
| 1980 | Bayside Disposal Racing       | Porsche 935/77A              | Peter Gregg     | Bruce Leven        |             | Rang 10                |                 |
| 1981 | Bayside Disposal Racing       | Porsche 935/80               | Al Holbert      | Bruce Leven        |             | Gesamtsieg             |                 |
| 1982 | Bayside Disposal Racing       | Porsche 935/80               | Al Holbert      | Bruce Leven        |             | Rang 5                 |                 |
| 1983 | Bayside Disposal Racing       | Porsche 935/80               | Al Holbert      |                    |             | Rang 3                 |                 |
| 1984 | Bayside - Löwenbrau           | Porsche 935/80               | Al Holbert      | Claude Ballot-Léna |             | Ausfall                | Motorschaden    |
| 1985 | Group 44                      | Jaguar XJR-5                 | Brian Redman    |                    |             | Ausfall                | Motorschaden    |
| 1986 | Group 44                      | Jaguar XJR-7                 | Brian Redman    | Vern Schuppan      |             | Ausfall                | Ventilschaden   |
| 1987 | A. J. Foyt Enterprises        | Porsche 962                  | A. J. Foyt      | Danny Sullivan     |             | Ausfall                | Unfall          |
| 1988 | A. J. Foyt Enterprises        | Porsche 962                  | A. J. Foyt      |                    |             | Rang 4                 |                 |
| 1990 | René Herzog                   | Porsche 962                  | René Herzog     | Scott Schubot      |             | Ausfall                | Motorschaden    |
| 1991 | Alucraft                      | Porsche 962                  | René Herzog     | Wayne Taylor       | D. Mueller  | Ausfall                | Unfall          |
| 1992 | Brumos Porsche                | Gunnar 966                   | Bobby Carradine |                    |             | Ausfall                | Elektrik        |
| 1993 | Brumos Porsche                | Porsche 911 Turbo S LM       | Walter Röhrl    | Hans-Joachim Stuck |             | Rang 7 und Klassensieg |                 |
| 1994 | Brumos Porsche                | Porsche 911 Turbo GT America | Walter Röhrl    | Hans-Joachim Stuck |             | Rang 11                |                 |
| 1995 | Rohr Corp                     | Porsche 911 GT2              | Jochen Rohr     | John O’Steen       |             | Ausfall                | Mechanik        |
| 1996 | Alex Job Racing               | Porsche 911 ME               | Tom Hessert     |                    |             | Ausfall                | Aufhängung      |
| 1997 | Jim Mathews Racing            | Porsche 911                  | David Murry     | Jim Matthews       |             | Rang 17                |                 |
| 1998 | Matthews-Colucci Racing       | Riley & Scott Mk III         | David Murry     | Jim Matthews       | Derek Bell  | Ausfall                | Motorschaden    |
| 1999 | Whittington Brothers          | Riley & Scott Mk III         | Don Whittington | Dale Whittington   |             | Ausfall                | Zündungsschaden |
| 2000 | Reiser Callas Rennsport       | Porsche 996 GT3-R            | Craig Stanton   | Joel Reiser        |             | Rang 13                |                 |

### Einzelergebnisse in der Sportwagen-Weltmeisterschaft
| Saison | Team                                                                       | Rennwagen                            | 1   | 2   | 3   | 4   | 5   | 6   | 7   | 8   | 9   | 10  | 11  | 12  | 13  | 14  | 15  | 16  | 17  |
| ------ | -------------------------------------------------------------------------- | ------------------------------------ | --- | --- | --- | --- | --- | --- | --- | --- | --- | --- | --- | --- | --- | --- | --- | --- | --- |
| 1969   | Brumos Porsche                                                             | Porsche 911                          | DAY | SEB | BRH | MON | TAR | SPA | NÜR | LEM | WAT | ZEL |     |     |     |     |     |     |     |
| 1969   | Brumos Porsche                                                             | Porsche 911                          |     |     |     |     |     | 8   |     |     |     |     |     |     |     |     |     |     |     |
| 1971   | Brumos Porsche                                                             | Porsche 914                          | BUA | DAY | SEB | BRH | MON | SPA | TAR | NÜR | LEM | ZEL | WAT |     |     |     |     |     |     |
| 1971   | Brumos Porsche                                                             | Porsche 914                          |     | DNF | 14  |     |     |     |     |     |     |     | 6   |     |     |     |     |     |     |
| 1972   | Brumos Porsche                                                             | Porsche 911                          | BUA | DAY | SEB | BRH | MON | SPA | TAR | NÜR | LEM | ZEL | WAT |     |     |     |     |     |     |
| 1972   | Brumos Porsche                                                             | Porsche 911                          |     | 7   | 5   |     |     |     |     |     |     |     | DNF |     |     |     |     |     |     |
| 1973   | Brumos Porsche                                                             | Porsche 911 Carrera RSR              | DAY | VAL | DIJ | MON | SPA | TAR | NÜR | LEM | ZEL | WAT |     |     |     |     |     |     |     |
| 1973   | Brumos Porsche                                                             | Porsche 911 Carrera RSR              | 1   |     |     |     |     |     |     |     |     | 7   |     |     |     |     |     |     |     |
| 1974   | Brumos Porsche                                                             | Porsche 911 Carrera RSR              | MON | SPA | NÜR | IMO | LEM | ZEL | WAT | LEC | BRH | KYA |     |     |     |     |     |     |     |
| 1974   | Brumos Porsche                                                             | Porsche 911 Carrera RSR              |     |     |     | 3   |     |     |     |     |     |     |     |     |     |     |     |     |     |
| 1975   | Brumos Porsche Hagestad Porsche                                            | Porsche 911 Carrera RSR              | DAY | MUG | DIJ | MON | SPA | PER | NÜR | ZEL | WAT |     |     |     |     |     |     |     |     |
| 1975   | Brumos Porsche Hagestad Porsche                                            | Porsche 911 Carrera RSR              | 1   |     |     |     |     |     |     |     | 5   |     |     |     |     |     |     |     |     |
| 1976   | Brumos Kendall                                                             | BMW 3.0 CSL                          | MUG | VAL | NÜR | MON | SIL | IMO | NÜR | ZEL | PER | WAT | MOS | DIJ | DIJ | SAL |     |     |     |
| 1976   | Brumos Kendall                                                             | BMW 3.0 CSL                          |     |     |     |     |     |     | 4   |     |     |     |     |     |     |     |     |     |     |
| 1977   | Ecurie Escargot Hagestad Porsche                                           | Porsche 911 Carrera RSR Porsche 934  | DAY | MUG | DIJ | MON | SIL | NÜR | VAL | PER | WAT | EST | LEC | MOS | IMO | SAL | BRH | HOK | VAL |
| 1977   | Ecurie Escargot Hagestad Porsche                                           | Porsche 911 Carrera RSR Porsche 934  | 1   |     |     |     |     |     |     |     | 3   |     |     |     |     |     |     |     |     |
| 1978   | Bob Hagestad Porsche Performance Innovations Polak Racing                  | Porsche 935 Porsche 936 Datsun 200SX | DAY | SEB | MUG | TAL | DIJ | SIL | NÜR | LEM | MIS | DAY | WAT | VAL | ROD |     |     |     |     |
| 1978   | Bob Hagestad Porsche Performance Innovations Polak Racing                  | Porsche 935 Porsche 936 Datsun 200SX | 40  | 2   |     | DNF |     |     |     | 3   |     | DNF | 8   |     | DNF |     |     |     |     |
| 1979   | Interscope Racing Swap-Shop Performance Innovations Porsche Bayside Racing | Porsche 935 Datsun 200SX Mazda RX-3  | DAY | SEB | MUG | TAL | DIJ | RIV | SIL | NÜR | LEM | PER | DAY | WAT | SPA | BRH | ROA | VAL | ELS |
| 1979   | Interscope Racing Swap-Shop Performance Innovations Porsche Bayside Racing | Porsche 935 Datsun 200SX Mazda RX-3  | 1   | DNF |     | DNF |     |     |     |     | DNF |     | DNF | DNF |     |     | DNF |     |     |
| 1980   | Brumos Porsche Bayside Racing Whittington Brothers Performance Innovations | Porsche 935 Datsun 200SX             | DAY | BRH | SEB | MUG | MON | RIV | SIL | NÜR | LEM | DAY | WAT | SPA | MOS | ROA | VAL | DIJ |     |
| 1980   | Brumos Porsche Bayside Racing Whittington Brothers Performance Innovations | Porsche 935 Datsun 200SX             | 11  |     | 10  |     |     | 3   |     |     | DNF | 1   | 9   |     | 13  | DNF |     |     |     |
| 1981   | Bayside Racing Porsche Mike Meyer                                          | Porsche 935 Porsche 936 Mazda RX-3   | DAY | SEB | MUG | MON | RIV | SIL | NÜR | LEM | PER | DAY | WAT | SPA | MOS | ROA | BRH |     |     |
| 1981   | Bayside Racing Porsche Mike Meyer                                          | Porsche 935 Porsche 936 Mazda RX-3   | DNF | 1   |     |     | 5   |     |     | 12  |     | 3   | DNF |     |     |     |     |     |     |
| 1982   | Porsche                                                                    | Porsche 956                          | MON | SIL | NÜR | LEM | SPA | MUG | FUJ | BRH |     |     |     |     |     |     |     |     |     |
| 1982   | Porsche                                                                    | Porsche 956                          | 3   |     |     |     |     |     |     |     |     |     |     |     |     |     |     |     |     |
| 1983   | Porsche                                                                    | Porsche 956                          | MON | SIL | NÜR | LEM | SPA | FUJ | KYA |     |     |     |     |     |     |     |     |     |     |
| 1983   | Porsche                                                                    | Porsche 956                          | 1   |     |     |     |     |     |     |     |     |     |     |     |     |     |     |     |     |
| 1985   | Group 44                                                                   | Jaguar XJR-5                         | MUG | MON | SIL | LEM | HOK | MOS | SPA | BRH | FUJ | SEL |     |     |     |     |     |     |     |
| 1985   | Group 44                                                                   | Jaguar XJR-5                         | DNF |     |     |     |     |     |     |     |     |     |     |     |     |     |     |     |     |
| 1986   | Jaguar                                                                     | Jaguar XJR-6                         | MON | SIL | LEM | NÜN | BRH | JER | NÜR | SPA | FUJ |     |     |     |     |     |     |     |     |
| 1986   | Jaguar                                                                     | Jaguar XJR-6                         | DNF |     |     |     |     |     |     |     |     |     |     |     |     |     |     |     |     |
| 1987   | Joest Racing                                                               | Porsche 962                          | JAR | JER | MON | SIL | LEM | NÜN | BRH | NÜR | SPA | FUJ |     |     |     |     |     |     |     |
| 1987   | Joest Racing                                                               | Porsche 962                          |     | DNF |     |     |     |     |     |     |     |     |     |     |     |     |     |     |     |
| 1991   | Team Schuppan                                                              | Porsche 962                          | SUZ | MON | SIL | LEM | NÜR | MAG | MEX | AUT |     |     |     |     |     |     |     |     |     |
| 1991   | Team Schuppan                                                              | Porsche 962                          | DNF |     |     |     |     |     |     |     |     |     |     |     |     |     |     |     |     |